# Амбасада Немачке у Џуби
Амбасада Немачке у Џуби (енгл. Embassy of Germany in South Sudan) је дипломатско представништво Немачке које се налази у главном граду афричке државе Јужни Судан, Џуби. За првог амбасадора изабран је Петер Фелтен.